# (35811) 1999 JS45
1999 JS45 (asteroide 35811) é um asteroide da cintura principal. Possui uma excentricidade de 0.07993730 e uma inclinação de 2.72087º.
Este asteroide foi descoberto no dia 10 de maio de 1999 por LINEAR em Socorro.